# Idioma kathlamet
El kathlamet, katlamet o cathlamet era una lengua chinuk que se habló cerca de la frontera entre los estados de Washington y Oregón. Franz Boas recopiló cierta cantidad de documentación sobre la lengua y Dell Hymes preparó una gramática de la lengua. La lengua se extinguió en los años 1930. Existe poca documentación sobre ella, aparte de los trabajos mencionados.

## Descripción lingüística
La lengua tiene el orden preferente de VSO.
El katlamet, al igual que otras lenguas chinuks, marca el género gramatical en los nombres, verbos, pronombres y demostrativos. En los nombres y verbos el género gramatical se marca mediante prefijos. En katlamet se distinguen tres géneros: masculino, femenino e indiferente; este último se usa cuando no se especifica el género explícitamente o se desconoce, cf. ver ejemplos. Muchos nombres toman el género masculino o femenino sobre una base claramente semántica, como en los siguientes ejemplos:
| Masculinos | Femeninos |
| --- | --- |
| iqʔiúqt 'hombre mayor' iqsxíɬau 'monstruo (masculino)' ixkáqunq 'anciano' ikásqax 'muchacho' íkala 'hombre' iíalx̣t 'su hermano mayor' ikʔútkʔut 'perro' | aqʔiúqt 'mujer mayor' aqsxíɬau 'monstruo (de sexo femenino)' aqsxíɬau 'anciana' akásqax 'muchacha' akala 'mujer' ákalx̣t 'su hermana mayor' akʔútkʔut 'perra' |
Igualmente existe la opción de no especificar el género explícitamente, pero entonces debe colarse el prefijo ɬ- (de género común o no especificado).
| Género común                                                                                       |
| -------------------------------------------------------------------------------------------------- |
| ɬ-qʔiúqt 'una persona mayor' ɬ-qsxíɬau 'un monstruo' ɬ-kuaɬilx̣ 'una persona' ɬ-kʔútkʔut 'un perro' |
En todos estos ejemplos existe una base semántica basada en una clara diferenciación sexual, sin embargo, al igual como sucede en el español, existen nombres de animales epicenos, donde la misma forma designa tanto al macho como a la hembra, como en rana, liebre, sapo, ballena, etc.:
| Masculinos | ipúkua 'lince', icixq 'cabra montesa', ikípix̣l 'león marino', ikuaɬi 'ballena', ipʔísxas 'mofeta', iɬatát 'mapache'. |
| Femeninos  | aqaɬxíla 'cangrejo', acʔmínqan 'caracol', aqískuax 'foca', apʔísxas 'tejón', aíi 'almeja [del fango]'.               |
Boas observó algunas tendencias; por ejemplo, los animales grandes tienden a ser masculinos y los más pequeños, femeninos (aunque se pueden hallar ejemplos de lo contrario). Los sustantivos inanimados reciben frecuentemente el género no especificado:
| Género común | ɬ-cúqua 'agua', ɬ-xuímax 'isla', ɬ-pait 'cuerda', ɬ-tka 'nieve', ɬ-qáuulqt 'sangre', ɬ-kuaɬi 'pobreza', ɬ-kcáma 'peine', ɬ-kíɬuɬ 'salmón seco machacado', ɬ-qapt 'huevas de salmón' |
También, al igual que en español, muchos nombres para objetos inanimados reciben género arbitrariamente:
| Masculinos | iɬaɬqi 'palo para excavar', icúɬq 'harpón', ikánim 'canoa', isíqi 'puerta', iauík 'pasado mañana', iíx̣atk 'camino', iɬáuick 'la marea'. |
| Femeninos  | aqʔiuíqi 'cuchillo', ákmuks 'mora [de la zarzamora]', aknuaks 'corazón', ápul 'noche', átuɬ 'fuego'.                                    |
Boas hizo notar la tendencia de que las propiedades abstractas (pequeñez, enfermedad, frío…) sean masculinas, mientras que las plantas y los instrumentos usados con plantas sean femeninos.